# Statue de Napoléon (Seurre)
Cet article concerne la statue des Invalides. Pour l'article général sur les statues de Napoléon, voir Statuaire publique de Napoléon Ier en France.
La statue de Napoléon, ou Napoléon Ier en petit caporal, est une statue réalisée par le sculpteur Charles Émile Seurre représentant Napoléon Ier. Cette statue monumentale est située dans la cour d'honneur de l'hôtel des Invalides, dans le 7e arrondissement de Paris.

## Localisation

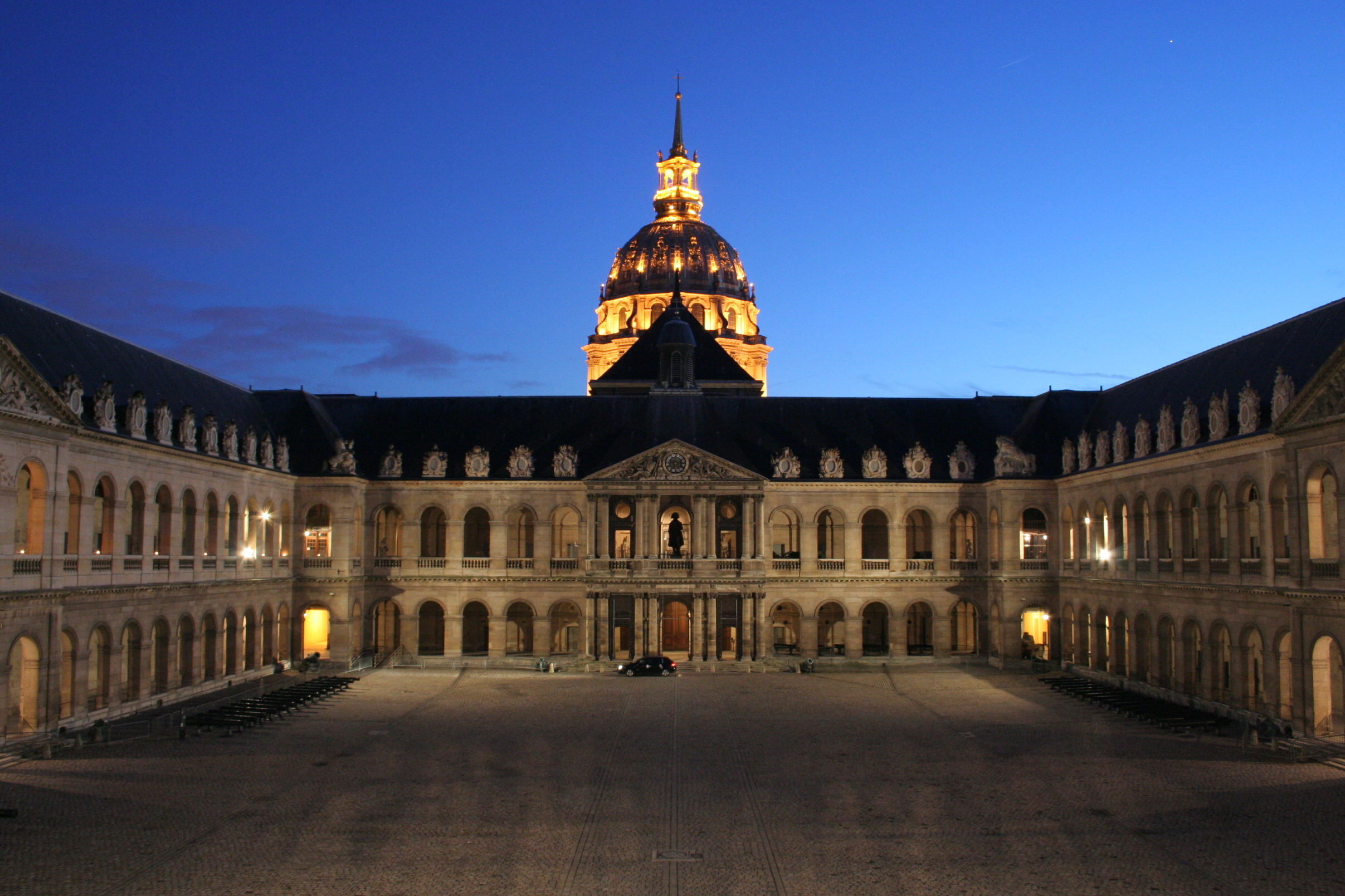
La cour d'honneur des Invalides avec, dans le pavillon central de la façade principale de l'église Saint-Louis-des-Invalides, une niche abritant la statue, couronnée par un fronton qui porte le cadran d'une horloge de Lepaute (1784) entre deux figures allégoriques.

La statue trône aujourd'hui face à l'entrée de la cour d'honneur de l'hôtel des Invalides, sous une arcade du premier étage de la galerie du Midi, au-dessus du portail de l'église des soldats.

## Description
Cette statue de bronze haute de 4 mètres et pesant près de 5 tonnes représente l'Empereur en colonel des chasseurs à cheval de la garde, avec bicorne, redingote et la main traditionnellement glissée dans le gilet. Le bronze provient de la fonte de 16 canons russes et autrichiens issus de la campagne de 1805 jusqu'alors conservés à l'arsenal de Metz. 

## Histoire

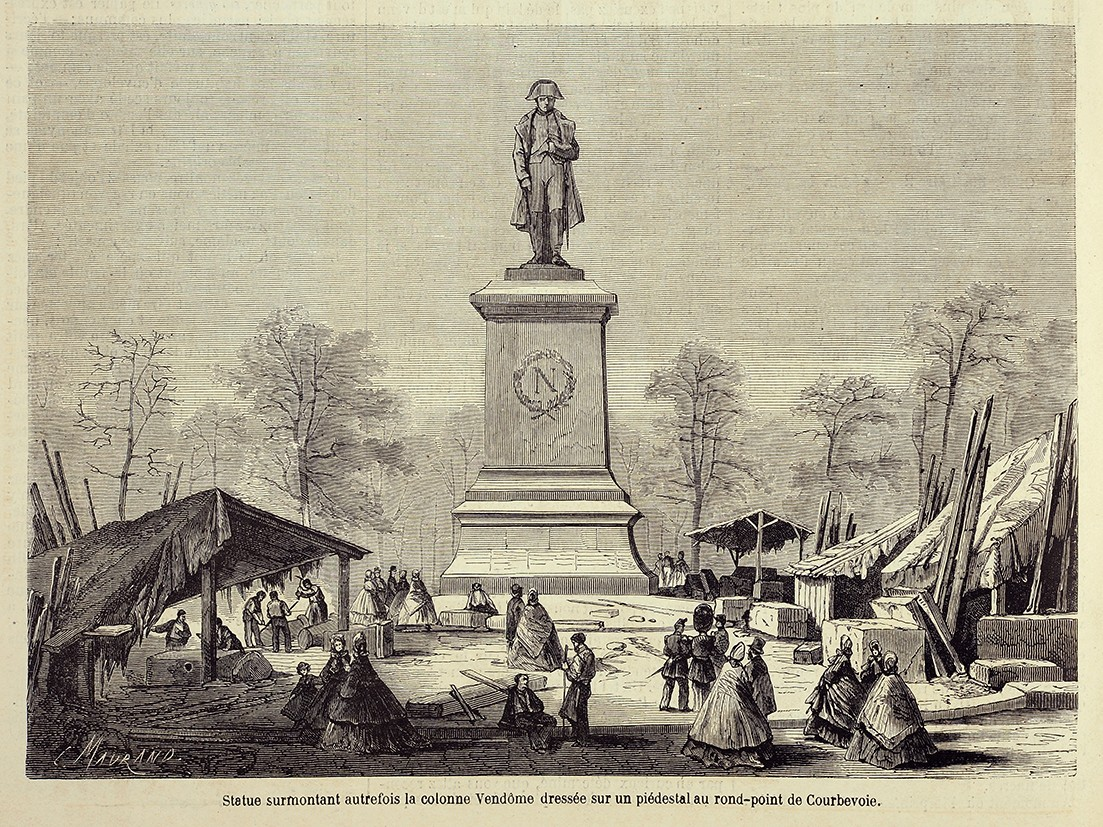
La statue de Seurre au rond-point de Courbevoie (gravure de Charles Maurand, vers 1865).

Placée initialement en haut de la colonne Vendôme, elle y est inaugurée le 28 juillet 1833 en présence de Louis-Philippe, pour le troisième anniversaire de la révolution de 1830 qui l'a porté sur le trône.
Napoléon III décide en 1863 de remplacer la statue de la colonne Vendôme par un Napoléon impérial drapé à l'antique, œuvre d'Auguste Dumont. La statue de Seurre est alors descendue le 4 novembre 1863 et déplacée au rond-point de Courbevoie.
En septembre 1870, pendant le siège de Paris, la statue est renversée et immergée dans la Seine près du pont de Neuilly. En 1883, son socle resté vide accueille La Défense de Paris, groupe sculpté de Barrias, et le rond-point de Courbevoie devient le rond-point de la Défense.
Plusieurs versions sont avancées par les historiens pour expliquer l'immersion de la statue de Seurre : 
- une immersion involontaire, la barge de transport ayant chaviré ;
- une immersion volontaire, décidée par Étienne Arago, pour mettre en sécurité le monument et éviter que l'armée prussienne ne s'en empare ou le dégrade ;
- un acte de vandalisme perpétré par des antibonapartistes.

Après un séjour de quatre mois au fond de l'eau, la statue est récupérée et placée dans le dépôt des marbres de l'État. Ce n'est qu'en 1911 que gouverneur et directeur des Invalides, le général Niox, fait placer la statue à son emplacement actuel. Elle y est érigée le 11 mars 1911 à la place du modèle en plâtre qui s'y trouvait.
La statue a subi une restauration complète entre juillet 2014 et mars 2015 : gommage, dépoussiérage, pose de couches protectrices contre la pollution.

## Répliques

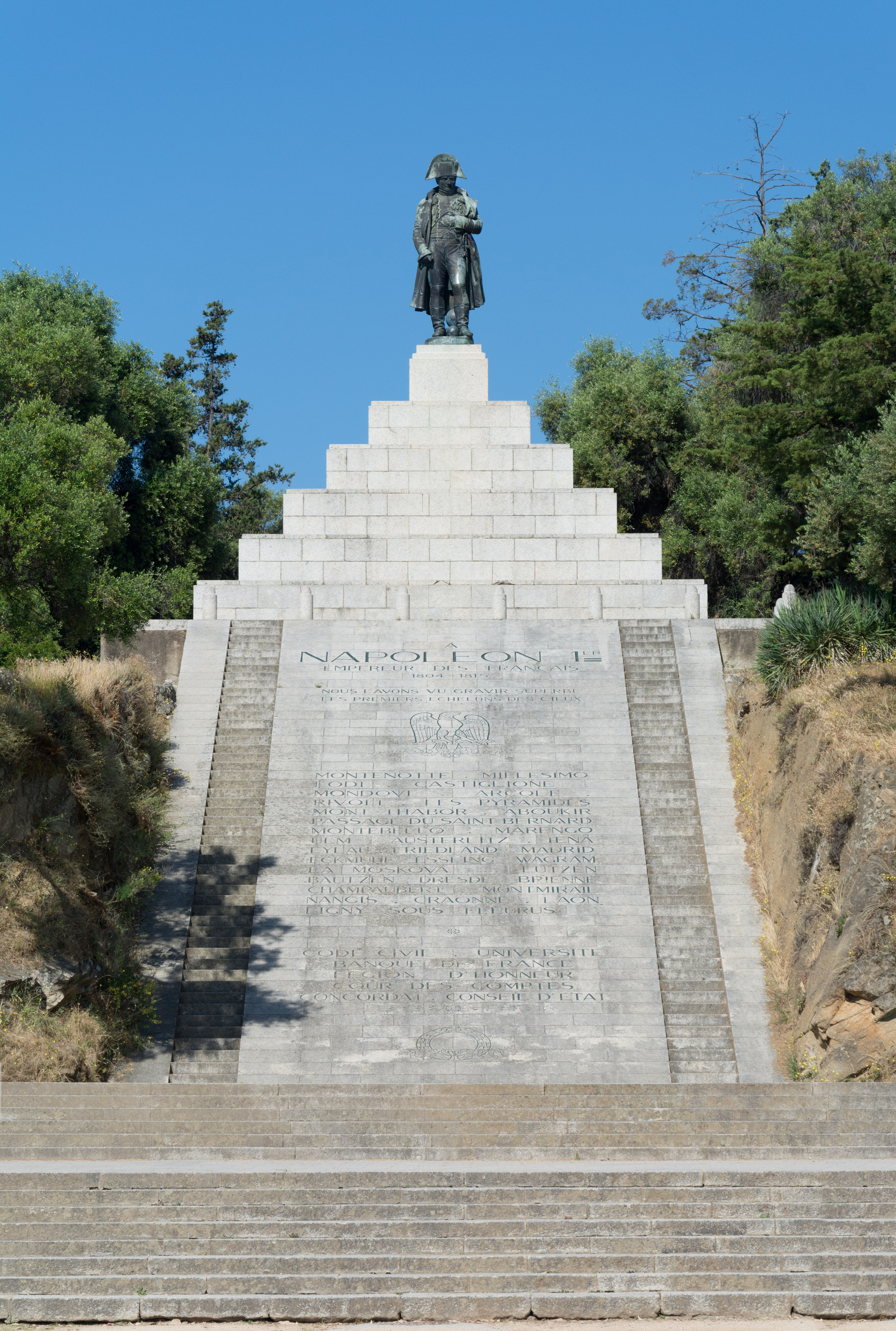
Monument commémoratif de Napoléon Ier à Ajaccio.

Une copie réduite d'1,95 mètre de haut est conservée au musée historique de Versailles, achetée à l'auteur par Louis-Philippe le 21 novembre 1834.
Une réplique de la statue est érigée en 1938 au sommet du monument commémoratif de Napoléon Ier, sur l'esplanade du Casone à Ajaccio.